# Chaetodipus goldmani
Espèce
Statut de conservation UICN

 NT  : Quasi menacé
Chaetodipus goldmani est une espèce qui fait partie des mammifères Rongeurs de la famille des Heteromyidae. Ce sont des souris à poches, c'est-à-dire à larges abajoues, et à poil dur. Cet animal est endémique du Mexique.
Cette espèce a été décrite pour la première fois en 1900 par un zoologiste américain, Wilfred Hudson Osgood (1875-1947).